# The Helsinki School
Die Bezeichnung The Helsinki School wurde 2003 in einem Artikel von Boris Hohmeyer, „Aufbruch im Hohen Norden“, in art Das Kunstmagazin eingeführt. Hier wurde sie erstmals als Sammelbezeichnung für eine Auswahl von Kunstschaffenden verwendet, die seit 1990 unter Timothy Persons an der Aalto University School of Arts, Design and Architecture in Espoo studierten.
Mit über 180 internationalen Publikationen steht die Helsinki School für einen kollaborativen Ansatz. Die Studierenden arbeiten nicht nur zusammen, indem sie sich gegenseitig ihre Arbeiten präsentieren, sondern sie stellen auch mit Dozierenden, Mentoringpersonen und Alumni aus, um gemeinsam einen kontextuellen Dialog zu führen, der den fotografischen Prozess als Mittel zum Denken nutzt.
Hauptmerkmal der künstlerischen Praxis der Helsinki School ist die Nutzung des fotografischen Prozesses als Werkzeug konzeptuellen Denkens.

## Geschichte
Anfang der 1990er Jahre startete die University of Art, Design and Architecture in Finnland (heute Aalto University), ein experimentelles Lehrprogramm, das Master of Arts-Absolvierende auf ihre professionellen Karrieren vorbereiten sollte. Unter der Leitung des Dozenten Timothy Persons und Mitgliedern seines Kollegiums, Jorma Puranen, Timo Kelaranta, Ulla Jokisaldo und Jyrki Parantainen adaptierten sie das Konzept des Open Studio, vertreten von John Baldessari, um den Fokus der Lehre auf inhaltliche Gestaltung, Zusammenarbeit und experimentelle Übungen zu legen. Persons baute mit seinem Curriculum auf diesem südkalifornischen Modell auf, indem er die Klassen aus dem Klassenzimmer heraus und an verschiedene internationale Kunstzentren brachte, um sie dort die Realitäten erfahren zu lassen, die eine professionelle Karriere erforderte.
Ein Beispiel dafür ist das Aalto International Joint Programme, in dessen Rahmen ausgewählte Studierende in Residencies, Galerien und an anderen professionellen Einrichtungen Erfahrungen im Ausland sammeln können.
Timothy Persons gründete 1995 die Gallery TaiK (heute Persons Projects) in Helsinki, die seit 2005 ihren Hauptsitz in Berlin hat. Sie dient als Schnittstelle in der Zusammenführung unterschiedlicher Generationen der Helsinki School und präsentiert deren Arbeiten auf internationaler Ebene auf Kunstmessen und in Museen. Die Galerie wird von Timothy Persons und Asia Żak Persons geführt.

## Kunstschaffende
Ursprüngliche Mentoringfiguren waren Pentti Sammallahti und Arno Rafael Minkkinen, welche die erste Generation von Kunstschaffenden wie Jorma Puranen, Ulla Jokisaldo und Timo Kelaranta inspirierten.
Zu weiteren Kunstschaffenden, die mit der Helsinki School in Verbindung gebracht werden, gehören unter anderem Elina Brotherus, Joakim Eskildsen, Aino Kannisto, Sanna Kannisto, Ola Kolehmainen, Niko Luoma, Riitta Päiväläinen, Jyrki Parantainen, Jari Silomäki und Santeri Tuori.

## Publikationen
Die Publikationsreihe The Helsinki School im Hatje Cantz Verlag versammelt in aktuell sechs Editionen die Arbeiten der älteren mit denen jeder neuen Generation an Absolventen der Helsinki School. Die erste Edition unter dem Namen der Helsinki School wurde 2005 veröffentlicht.
- The Helsinki School Vol. 1: Photography by TaiK, 2005[7]

- The Helsinki School Vol. 2: New Photography by TaiK, 2007[8]

- The Helsinki School Vol. 3: Young Photography by TaiK, 2009[9]

- The Helsinki School Vol. 4: A Female View, 2011[10]

- The Helsinki School Vol. 5: From the Past to the Future, 2014[11]

- The Helsinki School Vol. 6: The Nature of Being, 2019[12]